# Carmen Dragonetti
Carmen Leonor Dragonetti Galzerano (Buenos Aires, 28 de abril de 1937-íd., 1 de diciembre de 2018) fue una historiadora de la filosofía, indóloga y traductora argentina.

## Biografía
Estudió Filosofía y Letras en la Universidad de Buenos Aires y se licenció en Filosofía en el Instituto de Lenguas y Culturas Orientales de la Universidad Nacional Mayor de San Marcos de Lima con la tesina Dhammapada. El camino del dharma. Edición del texto pali, Introducción a las concepciones del Budismo, Traducción y Notas (1963), que constituyó la primera publicación científica en castellano en el área de budismo hinayana —pali—. Luego, se doctoró en Filosofía en la misma institución con la tesis La filosofía idealista del Budismo (Escuela Yogacara) según la Vimshatika de Vasubandhu (1986).
Se dedicó después a seguir ahondando en la indología y el budismo. Fue una de las fundadoras de la Asociación Filosófica Argentina e investigadora superior del Consejo Nacional de Investigaciones Científicas y Técnicas de Argentina (CONICET) de la Argentina y presidenta de la Fundación Instituto de Estudios Budistas (FIEB) de Buenos Aires. Se casó con su colega, el filólogo y doctor en indología Fernando Tola Mendoza (1915-2017), dominador de catorce lenguas, con quien colaboró en distintas publicaciones, en especial en traducciones directas del sánscrito, el pali y el hindi, por ejemplo, la traducción de Cinco Sutras del Mahayana, el Udana y El sutra de los infinitos significados / Wu liang i ching. Se instalaron en Argentina en 1970 y allí fundaron en 1990 el Instituto de Estudios Budistas, al que aportaron una importante biblioteca especializada. Fueron editores de la Revista de Estudios Budistas, auspiciada por El Colegio de México y la Asociación Latinoamericana de Estudios Budistas (1991-1998), y asiduos colaboradores del Boletín de la Asociación Española de Orientalistas, Pensamiento: Revista de investigación e Información filosófica, Ilu. Revista de ciencias de las religiones y Polis: Revista Latinoamericana y diversas revistas anglosajonas.
Obtuvo en 2003 el Premio Bernardo Houssay a la Investigación Científica en la Especialidad Filosofía y recibió una beca de la John Simon Guggenheim Memorial Foundation (2004); en ese mismo año la Asociación Latinoamericana de Estudios de Asia y África le entregó, junto a su esposo el doctor Fernando Tola, un Reconocimiento y distinción por los aportes realizados en el campo de los estudios sobre Asia. Sus hijas Eleonora Tola y Florencia Carmen Tola también son investigadoras del CONICET. Su archivo y biblioteca especializada fue donada a la Fundación Bodhiyana a cargo del Shifu Zhihan.
Junto con Tola, defendió que la filosofía india, la griega y la occidental compartieron soluciones comunes hasta el siglo XVII; que en la India existió "filosofía", no solo pensamiento, que fue lo que afirmó Hegel sin conocerla víctima de su etnocentrismo; que hasta el siglo XVII las características culturales de la India, Grecia y Europa respecto de la racionalidad e irracionalidad fueron las mismas y que toda comparación entre el pensamiento indio y el pensamiento occidental debe tener como límite extremo el siglo XVII, en que la cultura occidental toma una forma novedosa y única debido a múltiples factores.

## Obras
- Con Fernando Tola, Filosofía de la India y Filosofía occidental. Categorías. Génesis de los universales. La prueba ontológica. Generación espontánea. Causalidad. Las Cuarenta, 2013.
- Con Fernando Tola, trad. de Dîgha Nikâya: diálogos mayores de Buda traducción del pâli, introducción y notas. Caracas: Monte Ávila, 1977 y Madrid: Trotta, 2010.
- Con F. Tola, Filosofía y literatura de la India, Buenos Aires: Kier, 1983.
- Con Fernando Tola, Filosofía de la India. Del Veda al Vedanta. El sistema Samkhya. El mito de la oposición entre "pensamiento" indio y "filosofía" occidental. Barcelona: Editorial Kairós S. A., 2008.
- Con Fernando Tola, Filosofía budista. La vaciedad universal. Las Cuarenta, 2012.
- Con Fernando Tola, Ideología o filosofía: el nazismo. Erich Frauwallner y Martin Heidegger. Las Cuarenta 2014.
- Con Fernando Tola, La filosofía yoga: un camino místico universal. Barcelona: Kairós, 2001 y 2006. Incluye el texto sánscrito completo con su traducción al español y notas del "Libro Primero" de los Yogasutras de Patañjali.
- Trad. del pali del Dhammapada. La enseñanza de Buda. Barcelona: RBA, 2002.
- Con Fernando Tola, Yoga y mística de la India. Buenos Aires: Kier, 2001.
- Con F. Tola, El Yoga de Patañjali, Buenos Aires: [s.n. , s.d.]
- Con F. Tola, trad. de El Sutra del Loto: de la verdadera doctrina Saddharmapundarikasutra traducción del sánscrito al español, con introducción y notas por Fernando Tola y Carmen Dragonetti, México: El Colegio de México, Centro de Estudios de Asia y África: Asociación Latinoamericana de Estudios Budistas, 1999. Hay ed. electrónica Alicante : Biblioteca Virtual Miguel de Cervantes, 2018.
- Trad. de Udana. La palabra de Buda, Barcelona: Monte Ávila, 1972 y Trotta, 2006.
- Con F. Tola, trad. de Vimalakīrtinirdeśa (Dharma Translation Organization, 2018).
- Con F. Tola, trad. de Cinco Sutras del Mahayana
- Con F. Tola, trad. de El sutra de los infinitos significados. Wu liang i ching. Desclée De Brouwer, 2000.
- Con F. Tola, trad. de Upanishads. Doctrinas secretas de la India. Las Cuarenta, 2018.
- Con F. Tola, La enseñanza de Vimalakirti, 2018.
- Con F. Tola, Buddhist positiveness: studies on the lotus sūtra, Delhi: Motilal Banarsidass Publishers , 2009.
- Con F. Tola, Being as consciousness: Yogācāra philosophy of Buddhism Delhi: Motilal Banarsidass, 2004.
- Con F. Tola, Nāgārjuna's Refutation of Logic (Nyāya): Vaidalyaprakaraṇa = Źib mo rnam par ḥthag pa źes bya baḥi rab tu byed pa: edition of the Tibetan text, English translation and commentary, with introduction and notes. Delhi: Motilal Banarasidass Publishers, 1995.
- Con F. Tola, Essays on Indian philosophy in comparative perspective, Hildesheim: G. Olms, 2009.
- Con F. Tola, Los Yogasūtras de Patañjali: libro del samâdhi o concentración de la mente. Texto sánscrito de los aforismos con traducción directa, introducción y comentario. Barcelona: Barral, 1972.